# Kosmetik

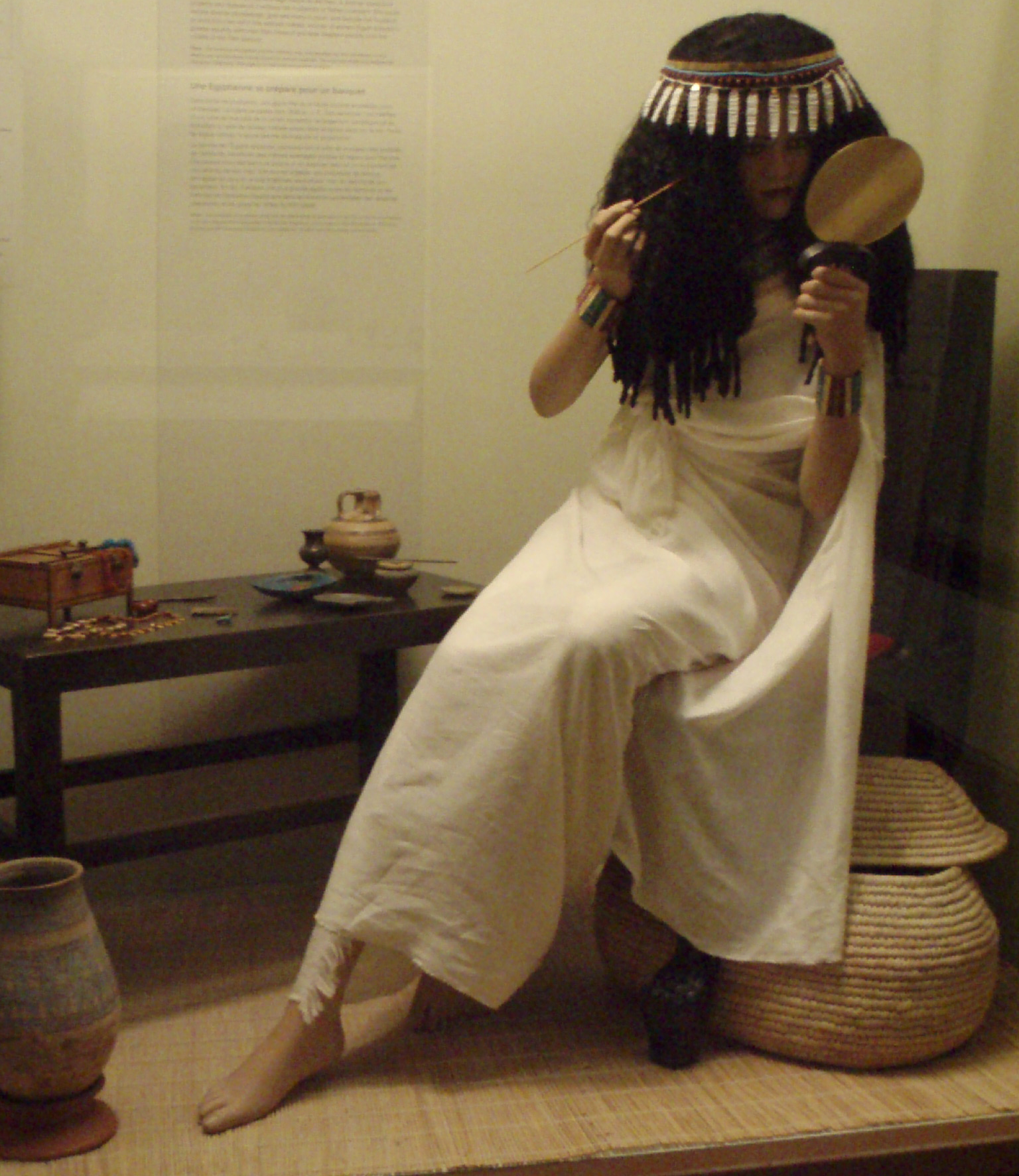
Kosmetik im Alten Ägypten, Darstellung im Royal Ontario Museum

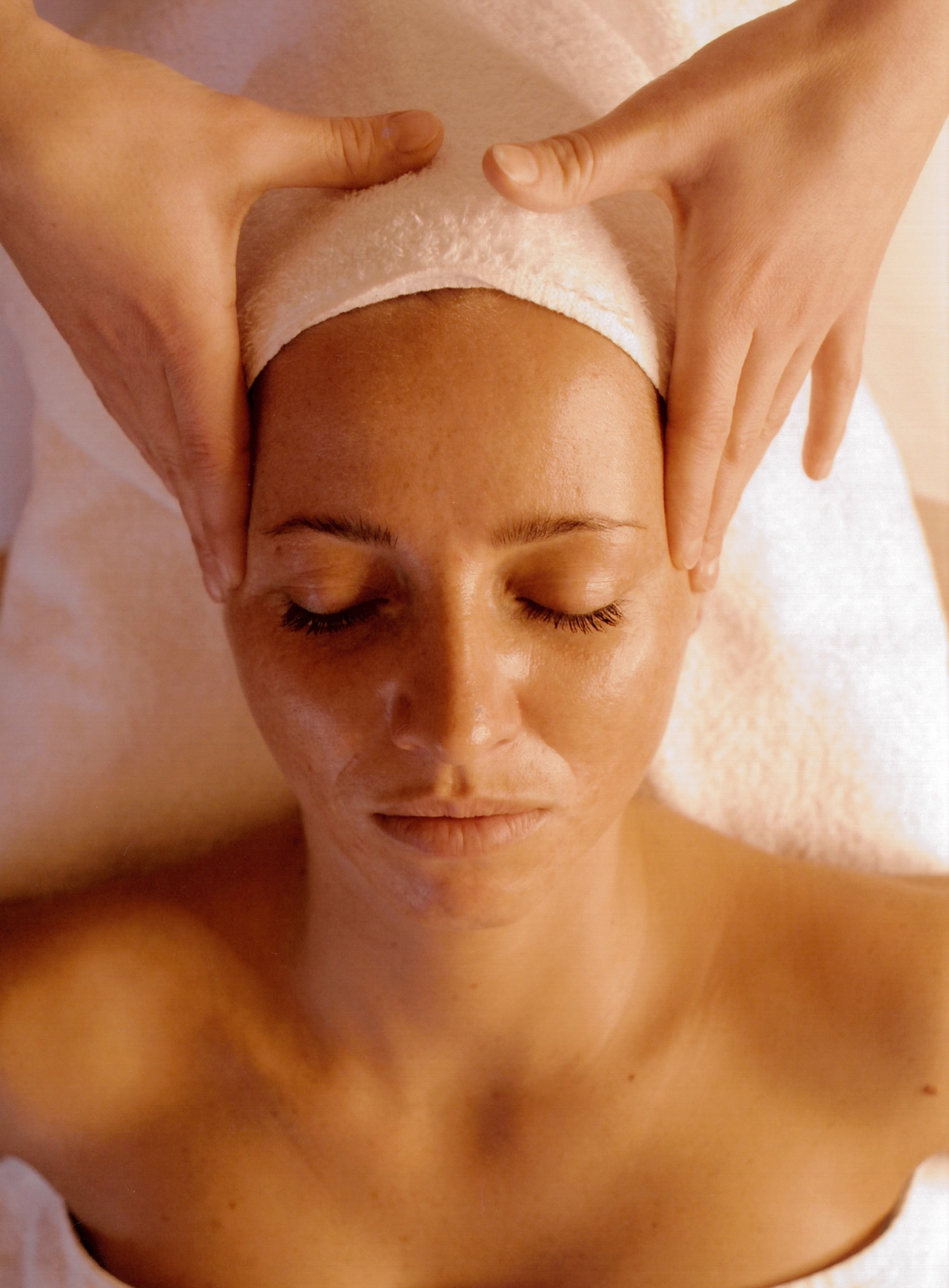
Gesichtsbehandlung

Kosmetik (vom altgriechischen Adjektiv κοσμετικός kosmetikós, aus dem Verb κοσμέω kosméo „ich ordne“, „ich ziere“, „ich schmücke“) ist die Körper- und Schönheitspflege. Zu ihr gehört die Erhaltung, Wiederherstellung oder Verbesserung (entsprechend dem jeweiligen Schönheitsideal) der äußeren Erscheinung des menschlichen Körpers. Die zu diesem Zweck eingesetzten Substanzen sind Kosmetika.

## Begriff
Im 16. Jahrhundert aus einer Abwandlung von lateinisch cosmeticus entstanden, verbreitete sich im Laufe des 18. Jahrhunderts in Frankreich die Bezeichnung „cosmétique“ (statt décoration), und um 1850 gelangte der Begriff Kosmetik von Frankreich aus in den deutschen Sprachraum, wo allgemein auch weiterhin von Schönheitsmitteln oder Zierung die Rede war, während im medizinischen Sprachgebrauch noch bis ins 18. Jahrhundert zwischen cosmetica medicamenta („Schminck-Arzteneyen“: ursprünglich Schminke als kosmetisches Mittel) und ars cosmetica („Modearzneyen“) unterschieden wurde.

## Unterteilung

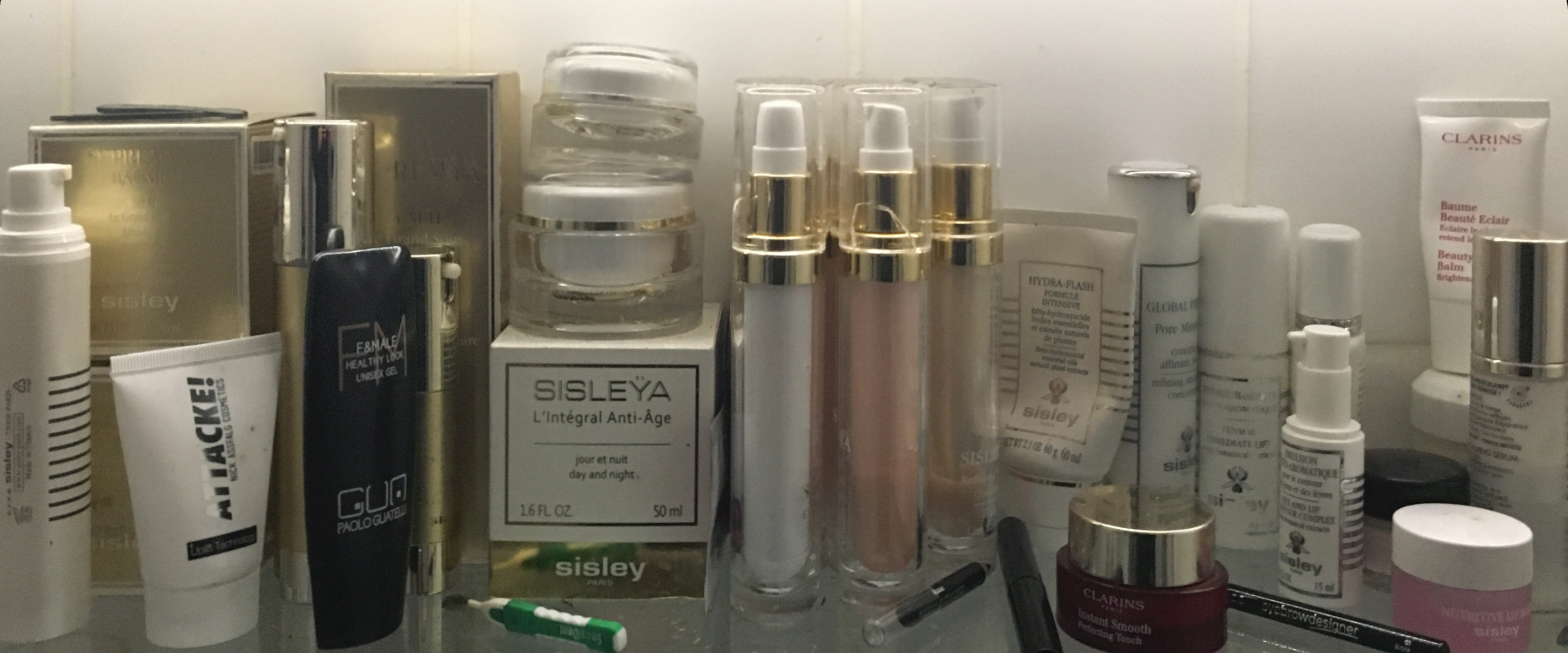
Zusammenstellung von Kosmetika – hauptsächlich Produkte zur Hautpflege primär für die Zielgruppe Frauen – auf der Ablage unter einem Badezimmerspiegel

Kosmetik will nicht nur das Körperäußere pflegen und verschönernd wirken, sondern mindestens ebenso das Lebensgefühl steigern; eventuell auch soziales Prestige ausdrücken. Das Zieren und Pflegen des Körpers ist so alt wie die Menschheit selbst. Art und Ausmaß der Kosmetik ist abhängig vom jeweiligen Kulturverständnis der anwendenden sozialen Gruppe.
Kosmetik lässt sich in Pflegekosmetik und dekorative Kosmetik unterteilen; dabei ist Pflegekosmetik als Körperhygiene Teil der Gesundheitspflege, während dekorative Kosmetik im Sinne des Schmückens vorherrschende Modetrends aufgreift.
Hautpflegeprodukte der Pflegekosmetik reinigen, stabilisieren und schützen die Haut, Haar und Nägel; manche deodorieren oder parfümieren zusätzlich. Bestimmte Methoden und Übungen wirken ebenfalls kosmetisch; zu den bekanntesten dürften Kneippgüsse und Saunieren gehören. Die Grenzen zwischen hygienischer Maßnahme, kosmetischer Behandlung und Wellness-Anwendungen sind fließend, bestimmte Verfahren sind dagegen allein Ärzten vorbehalten.
Viele kosmetische Produkte zielen und zielten darauf ab, die Alterung und die Begrenztheit des Körpers weniger sichtbar zu machen. Im alten Ägypten der Pharaonenzeit wurde die Nekrokosmetik mit Balsamierungsverfahren entwickelt, um einen Leichnam noch lange vor dem Verfall zu bewahren.
Düfte und Geruchsstoffe hatten in der Frühzeit der Menschheitsentwicklung religiöse und medizinische Wurzeln. Der für den Menschen unsichtbare Duft von Pflanzen und Blumen, der die unsichtbare Seele der Blüte, der Pflanze war, brachte die Gefühle für die Schönheit der Natur und die Sinnesempfindungen in einen harmonischen Gleichklang.

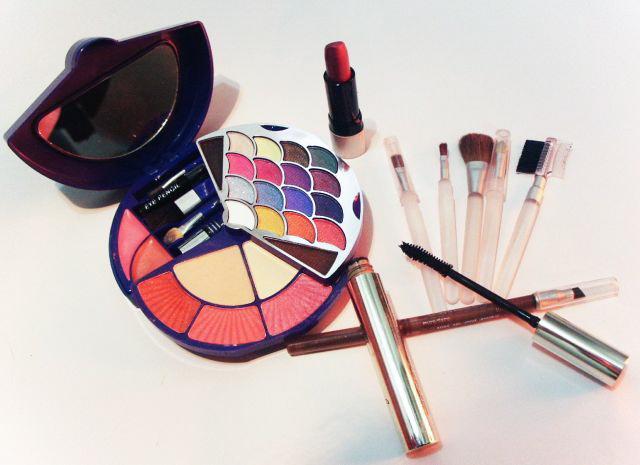
Rouge, Lidschatten, Mascara, Kajal, Lippenstift, Pinsel – dekorative Kosmetik

### Kosmetische Produkte
Der heutige Markt für Kosmetik (Körperpflegemittel) lässt sich in 5 Segmenten nach Verwendungsgebiet beschreiben:
- Reinigen, pflegen und schützen: Dazu gehören
  - Hautpflegemittel wie Reinigungsprodukte zum Waschen, Baden und Duschen (Seife, Duschgel und Badezusätze); Produkte zur Wiederherstellung des Hydro-Lipid-Films der Haut (Hautcreme, Lotion, Gel); Produkte zum Schutz vor UV-Strahlung und Mückenstichen (Sonnenmilch, Sonnencreme, Repellent).

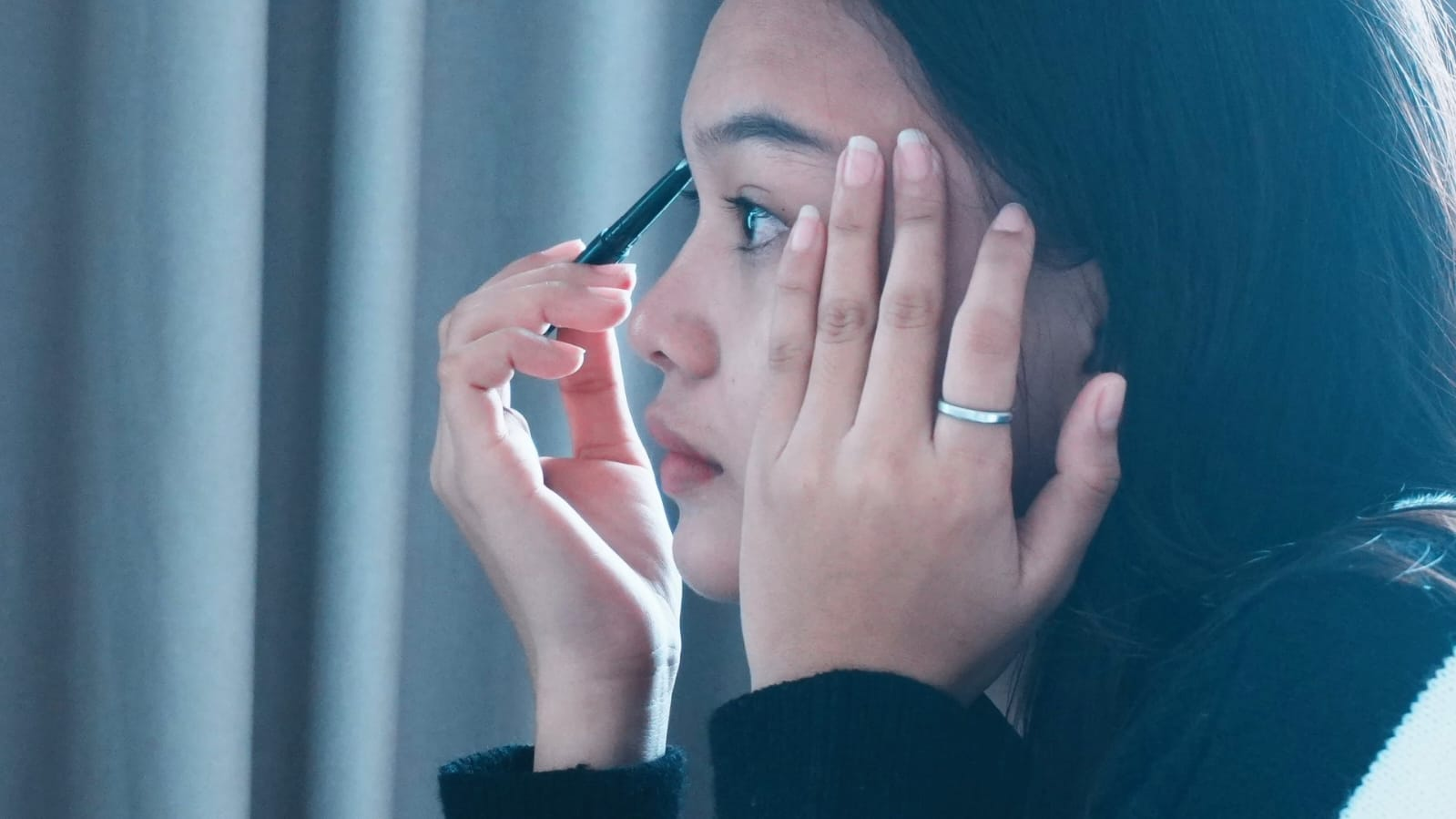
Make-up: Brow Shaping mit Augenbrauenstift.

  - Make-up: Brow Shaping mit Augenbrauenstift.Produkte für spezielle Anwendungen wie Gesichtsmasken, Rasier- und Haarentfernungsmittel (Rasierschaum, Rasierseife, Rasierwasser, Epiliercreme).
- Zahn- und Mundpflege:  Hierzu gehören beispielsweise Zahnpasta, Mundwasser, Zahnseide, Zungenreiniger und Mittel zur Pflege des Zahnersatzes (Reinigung, Haftung).
- Haarbehandlung: Zu diesem Segment zählen Haarwaschmittel (Shampoo), Haarverformungsmittel (Dauerwelle), Haarfestiger, Haarfärbemittel.
- Dekorative Anwendungen:  Typische Vertreter dieses Segmentes sind Gesichts-Make-up (Rouge), Augenpflegemittel (Mascara, Lidschatten, Wimpernzange, Wimpernverlängerung), Lippenpflegemittel (Lippenstift, Lipgloss), Nagellack sowie Selbstbräunungsmittel, Entfernung unerwünschter Körperhaare (Fadenepilation, Halawa, IPL, Laser, Wachs)
- Beeinflussung des Körpergeruchs: Hierzu gehören Parfüm, Eau de Toilette, Deodorant und Antitranspirant.

### Kosmetische Behandlungen
Tätigkeiten, die von Kosmetikern durchgeführt werden, sind unter anderen
- die Analyse der Haut bzw. des Hauttyps
- hautpflegende Maßnahmen (z. B. Tiefenreinigung, Masken)
- die apparative Behandlung, deren Verfahren auf ursprünglich medizinischen Entwicklungen bzw. der Medizintechnik beruhen und in abgewandelter Form angeboten werden, z. B. Mikrodermabrasion, Mesoporation, Lasertechnik, Ultraschall, Microneedling, Kryolipolyse, Radiofrequenz- und Meso-Impuls-Therapie.[6]
- das Kreieren eines Make-ups und das Auftragen der dekorativen Kosmetik
- das Pigmentieren bzw. Aufbringen eines Permanent Make-ups
- das Entfernen unerwünschter Gesichts- oder Körperbehaarung

## Geschichte

### Prähistorische Zeit
Funde in Alicante und Lascaux weisen drauf hin, dass sich in prähistorischer Zeit Frauen ihre Gesichter mit roter Farbe bemalten. Bei den indigenen Völkern Amerikas und in vielen afrikanischen Völkern sind ebenfalls Bemalungen von Gesichtern bis in die jüngste Neuzeit üblich gewesen.

### Frühe Hochkulturen
Von den Assyrern und Babyloniern wurden aromatische Duftsubstanzen aus Hölzern, Pflanzenblüten und Harzen in Tempeln genutzt. Im alten Ägypten schminkten sich Männer und Frauen Lippen und Wangen mit roten Farbstoffen, die Haut mit Ägyptischer Erde. Auch die Färbung von Augenbrauen, Augenlidern und Haaren (mit Henna, Kajal oder Indigo) war in Ägypten verbreitet.

### Ägypten

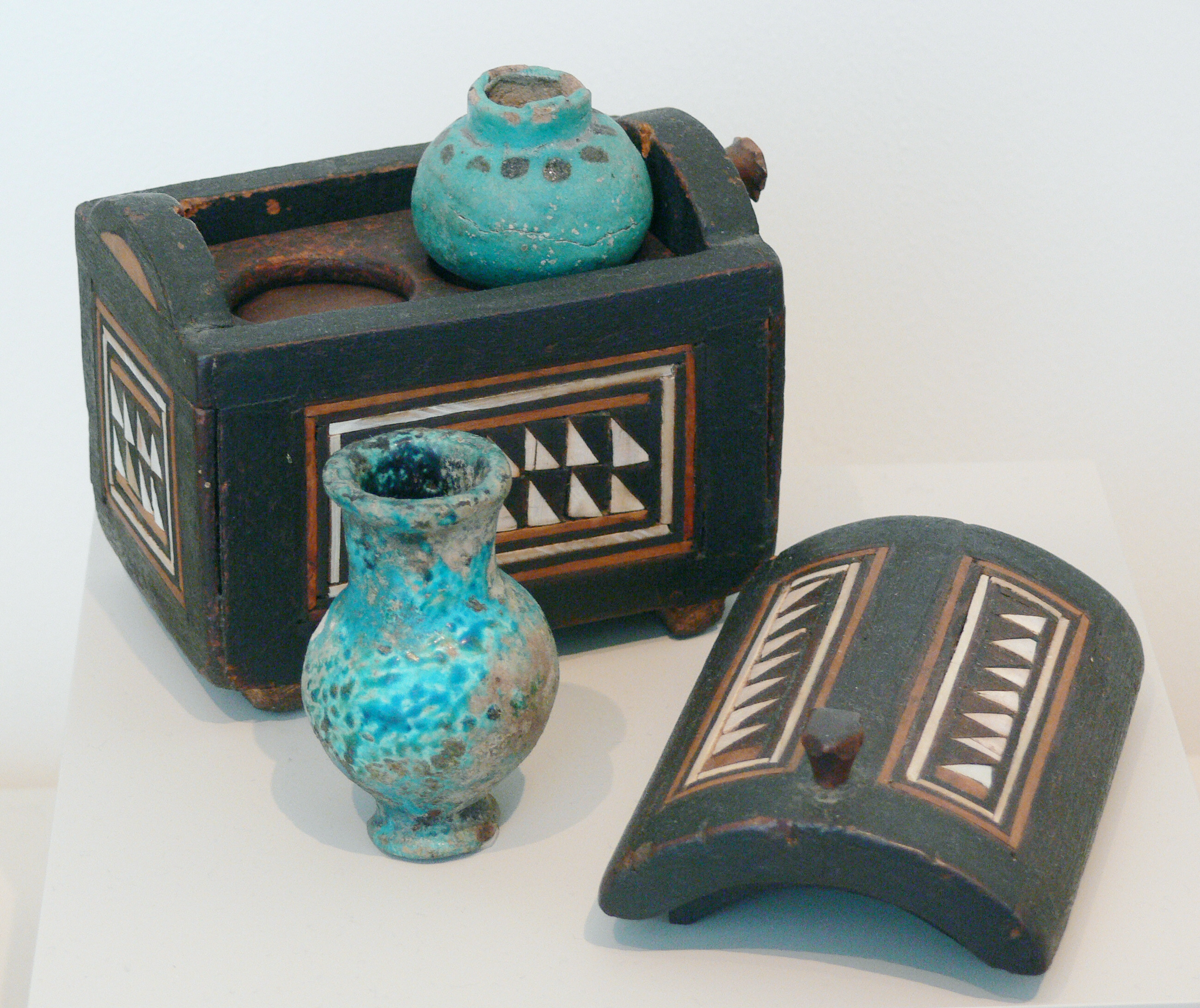
Kosmetikkästchen mit zwei Salbgefäßen aus Ägypten, um 1400 v. Chr.

Berühmt ist der hoch entwickelte Schönheitskult im Alten Ägypten, wo Schminke bereits 2000 Jahre vor den Pyramiden von Bedeutung war. Anders als in manchen späteren europäischen Epochen war bei den Ägyptern der Gedanke an körperlicher Reinheit und Hygiene sehr wichtig, sie kannten Reinheitsvorschriften, Dampfreinigungen und rituelles Kauen von Kräutern zur Mundreinigung. Seife als tägliches Mittel der Körperpflege kannten sie nicht, sie wuschen sich mit sodahaltigem Wasser, dafür hatten sie ein üppiges Arsenal an Geräten, Ölen, Fette, Salben, Duftstoffen, Essenzen und Schminke: Spiegel, Schminkbehälter, Kämme, Waschgeschirre, Pinzetten und Klingen zum Entfernen störender Haare durch Fadenepilation, Perücken, Zinnober und roter Ocker für Lippen und Wangen, Henna für Haut, Haare, Fuß- und Fingernägel, für die Augen grüner Malachit oder grauer Bleiglanz und Kajal. In den medizinischen Papyri sind zahlreiche Rezepte, die nicht nur dem Vorbeugen oder Behandeln von Hautkrankheiten, sondern auch der Faltenreduzierung dienten. Auf das Schminken der Augen legten die Ägypter besonderen Wert, da dies auch eine medizinische Wirkung hatte: die mit Zusatzstoffen versehene schwarze Schminke beugte Augenkrankheiten vor. Aus diesem Grund waren auch Männer geschminkt. Das typisch ägyptisch wirkende Auge determinierte das Wort für „Schönheit“.

### Griechen und Römer
In Athen wurden Schminke, Hautsalben und parfümierte Salben genutzt. Augenbrauen und Lippen schminkte die vornehme Griechin. Gesicht und Haut wurden mitunter mit weißer Schminke (Bleiweiß) bemalt. Der griechische Autor Theophrast nennt Zutaten und zahlreiche Rezepte für Salböle.

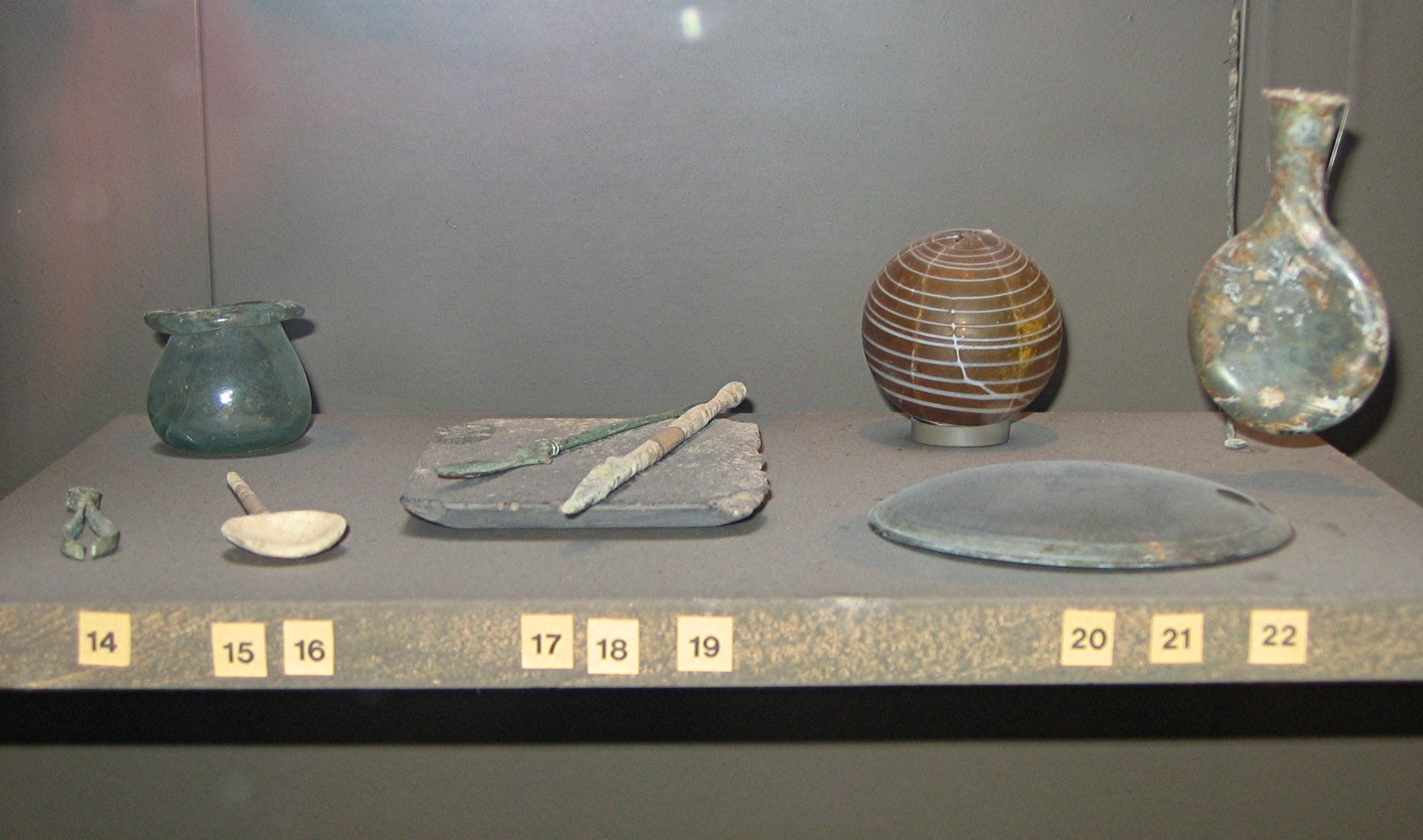
Römisches Kosmetikzubehör im Musée d’Évreux

Bei den Römern veränderte sich mit zunehmendem Reichtum die Lebensweise von einfach hin zu einem luxuriösen Lebensstil. In Rom gab es importierte Duftstoffe aus Vorderasien, Haarperücken von germanischen Sklavinnen, Lippenstifte und andere Schminken. Die Seife wurde zunächst aus Gallien eingeführt. Die übermäßige Nutzung von Kosmetik wurde von einigen Römern durchaus skeptisch gesehen. Plautus betont in seiner „Gespensterkomödie“ Mostellaria, dass am besten riecht, wer gar nicht riecht.
Die Kosmetik war in der Antike ein Bestandteil der Medizin. Der römische Arzt Galenus von Pergamon begründete den wissenschaftlichen Zweig der Zubereitung von Pharmapräparaten und Kosmetika. Nach seinem Namen nennt man diesen wissenschaftlichen Zweig Galenik. Berühmt wurde auch die Kaltcreme von Galenus, deren Bestandteile Rosenwasser, Olivenöl und Bienenwachs waren. Diese Kaltcreme wurde bei trockener und bei faltiger Haut eingesetzt.

### Frühes Christentum
Im Neuen Testament (Mk. 14,3) wird Jesus in Betanien von einer Frau mit kostbarem Nardenöl aus einem Alabastergefäß gesalbt. Zu Sakramenten wie Taufe, Firmung und Krankensalbung sind Salböle erforderlich. Für hygienische und medizinische Zwecke ist die Verwendung von Ölen oder Salben bei frühen Kirchenschriftstellern akzeptiert. Öle werden über Reliquien geschüttet und sollen über den Kontakt mit dem Heiligen ein wundertätiges Potenzial erhalten.
Frühe christliche Autoren hatten in der Regel Vorbehalte gegen Kosmetik. Die Frau sollte innere Werte höher schätzen als äußere Schönheit. Überdies betonen etwa Tertullian und Cyprian, dass Kosmetik den göttlichen Schöpfungsakt nicht respektiere. In gewisser Weise wurde die kosmetische Beeinflussung des Äußeren als persönliche Herausstellung gegenüber anderen Menschen und als narzisstische Haltung kritisiert.

### Früh- und Hochmittelalter
Im Frühmittelalter mag die Haltung der Kirchenschriftsteller mit zu einer abnehmenden Nutzung von schönheitsfördernden Kosmetika beigetragen haben. Kostspielige kosmetische Mittel wurden als heidnisch verdammt. Eine Frau, die ihr Gesicht und ihre Lippen bemalte, konnte in den Verdacht geraten, eine Hure zu sein.
Im Osten des Römischen Reiches ist die Tradition der Kosmetiknutzung mit der islamischen Eroberung nicht abgerissen. Im Islam wurde insbesondere auch die Duft- und Parfümkosmetik ausgebaut. Das größte Rosenanbaugebiet Europas in Bulgarien zur Herstellung von Rosenöl verdankt sein Entstehen der islamischen Liebe zu schönen Düften.
Im Westen mag auch die Tatsache, dass traditionelle Rohstoffe (exotische Duftstoffe) nicht mehr oder nur noch schwer zu bekommen waren, zu einem Niedergang der Kosmetikkultur beigetragen haben.
Der italienische Arzt und Botaniker Pietro Andrea Mattioli (1501–1577) erklärte als einer der ersten, in Venedig werde die „Belladonna“ (Schöne Frau, it. für Schwarze Tollkirsche) so genannt, da die Beeren so reizvoll und verlockend seien wie eine schöne Frau. Der Name der Pflanze wird wenig später in Verbindung mit kosmetischen Präparaten erwähnt. Das Atropin, welches in den Blättern der Tollkirsche enthalten ist, sollte den Damen zu vergrößerten Pupillen verhelfen. Aus diesem Grund träufelten sich die Italienerinnen gegen Ende des Mittelalters vor einem Rendezvous einen Extrakt aus giftigen Tollkirschen in die Augen, um möglichst feurig und verlockend zu wirken.

### Renaissance
In der Renaissance gewinnt die Kosmetik wieder an Bedeutung. Es werden Perücken getragen, Puder wird angewendet, Parfüms zur Überdeckung des Körpergeruchs kommen in Mode. Im 16. Jahrhundert wurde das Spektrum an Kosmetika durch chemiatrische Präparate erweitert.

## Gesetzgebung
In der Europäischen Union unterliegen Kosmetika der Verordnung (EG) Nr. 1223/2009 über kosmetische Mittel. Als EU-Verordnung ist sie seit 11. Juli 2013 EU-weit direkt gültig. Durch sie wird festgelegt, welche Substanzen in Kosmetika verboten sind (Anhang II), unter Einschränkung erlaubt sind (Anhang III), und welche Farbstoffe (Anhang IV), Konservierungsstoffe (Anhang V) und UV-Filter (Anhang VI) verwendet werden dürfen. Sie ersetzt die Richtlinie 76/768/EWG über kosmetische Mittel sowie zuvor geltende nationale Regelungen. Die deutsche Kosmetik-Verordnung wurde entsprechend angepasst. EU-weit werden neben der Definition die Sicherheitsanforderungen an die Produkte und die Anforderungen an die Kennzeichnung, beispielsweise zur Haltbarkeit, einheitlich geregelt. Eine EU-einheitliche und zentrale Registrierungspflicht aller Hersteller, Vertreiber, Produkte und der Verantwortlichen ist ebenfalls bestimmt. Kosmetische Mittel sind über ihre Zweckbestimmung definiert als Stoffe oder Zubereitungen aus Stoffen, die ausschließlich oder überwiegend dazu bestimmt sind, äußerlich am Körper des Menschen oder in seiner Mundhöhle zur Reinigung, zum Schutz, zur Erhaltung eines guten Zustandes, zur Parfümierung, zur Veränderung des Aussehens oder dazu angewendet zu werden, den Körpergeruch zu beeinflussen.
Die Verordnung (EG) Nr. 1223/2009 über kosmetische Mittel schreibt vor, dass der verantwortliche Hersteller bzw. Importeur die gesundheitliche Unbedenklichkeit seiner Produkte vor der Vermarktung feststellt und schließt die Verwendung von Tierversuchen zur Ermittlung toxikologischer Daten ausdrücklich aus. Hierzu benötigt er einen Sicherheitsbewerter, der persönlich dafür verantwortlich zeichnet (diese Person kann auch eine juristische Person sein), dass das kosmetische Mittel bei bestimmungsgemäßer und vernünftigerweise vorhersehbarer Verwendung risikoarm angewendet werden kann. Diese Regelung stellt ein wichtiges Instrument des vorbeugenden gesundheitlichen Verbraucherschutzes dar.
Betreiber von Kosmetikbetrieben in Deutschland müssen zudem die Hygiene-Verordnungen des jeweiligen Bundeslandes einhalten. Diese gilt bei Tätigkeiten, bei denen Verletzungen der Körperoberfläche vorgenommen werden, soweit hierbei Geräte, Werkzeuge oder Gegenstände eingesetzt werden, die bei ihrer bestimmungsgemäßen Anwendung am Menschen Verletzungen der Haut oder Schleimhaut verursachen oder unbeabsichtigt verursachen können. Die Verordnung soll verhindern, dass Krankheiten wie Hepatitis B und C oder AIDS, die insbesondere durch Blut übertragen werden können, verbreitet werden. Beispiele für das Arbeiten unter hygienisch einwandfreien Bedingungen sind saubere Arbeitsräume, eine arbeitsplatznahe Möglichkeit zum Waschen und Desinfizieren der Hände, die fachgerechte hygienische Aufbereitung der Instrumente oder die Hautdesinfektion unter Verwendung spezieller alkoholischer Hautdesinfektionsmittel (Antisepsis).
Seit dem 11. März 2013 gilt ein EU-weites Verkaufsverbot von an Tieren getesteten Kosmetikprodukten und Inhaltsstoffen. Die Europäische Koalition zur Beendigung von Tierversuchen (ECEAE) setzte sich dafür ein, Tierversuche in der Kosmetik und die Einfuhr der getesteten Produkte in europäische Staaten zu verbieten. Vereine, wie die Ärzte gegen Tierversuche e. V. haben das Ziel der Organisation unterstützt. Kosmetikfirmen können allerdings weiterhin Rohstoffe, die auch als Chemikalien eingesetzt werden, an Tieren testen und Kosmetikprodukte und Inhaltsstoffe in der EU verkaufen.

## Wirtschaft
Im Jahr 2007 wurden in Deutschland folgende Mengen an Kosmetikprodukten hergestellt:
| Produkt                 | Menge t/Jahr |
| ----------------------- | ------------ |
| Parfüm                  | 287          |
| Duftwässer              | 4309         |
| Schminkmittel (Augen)   | 1370         |
| Schminkmittel (Lippen)  | 3170         |
| Handpflegemittel        | 14106        |
| Nagelpflegemittel       | 2190         |
| Fußpflegemittel         | 4483         |
| Schminkmittel (Gesicht) | 6270         |

| Produkt                  | Menge t/Jahr |
| ------------------------ | ------------ |
| Sonnenschutzmittel       | 11670        |
| Flüssige Haarwaschmittel | 135110       |
| Haarsprays               | 35970        |
| Haarfärbemittel          | 55080        |
| Zahnputzmittel           | 73260        |
| Duschbäder               | 99400        |
| Schaumbäder              | 42380        |

Der Industrieverband Körperpflege und Waschmittel e. V. (IKW) in Deutschland vertritt die Interessen von etwa 400 Firmen (mit ca. 45.000 Beschäftigten) in diesen beiden Industriebereichen, für Europa siehe The European Federation for Cosmetic Ingredients.
Die Pro-Kopf-Ausgaben für Kosmetika lagen in Deutschland bei etwa 153 € pro Jahr. Damit liegt Deutschland nur im westeuropäischen Mittelfeld. Der wirtschaftlich bedeutendste Sektor, die Haarpflegemittel, erzielten einen jährlichen Umsatz von über 3 Milliarden €, dicht gefolgt von der Hautkosmetik.

## Naturkosmetik
Eine einheitliche oder gar international akzeptierte Definition für Naturkosmetik existiert nicht. Üblicherweise versteht man darunter kosmetische Produkte, die ihrem Anspruch nach schonender für Mensch und Umwelt und aus „natürlichen“ (naturnah, naturidentisch) oder „ökologisch“ angebauten Rohstoffen hergestellt sind. In Ermangelung einer Definition existieren verschiedene Zertifizierungen mit teilweise deutlich voneinander abweichenden Kriterien. Beispiele hierfür sind NATRUE, BDIH, ICADA und Ecocert.

## Inhaltsstoffe

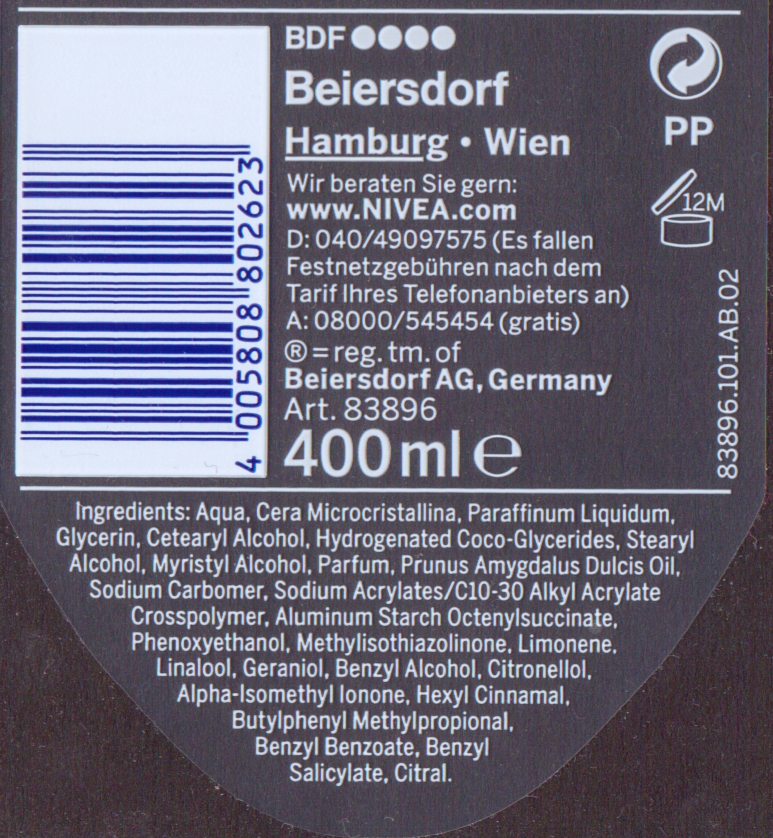
INCI-konforme Angabe der Inhaltsstoffe (Ingredients) eines Kosmetikums auf der Rückseite der Packung unten. Symbole rechts von oben nach unten: Grüner Punkt, SPI-Symbol „PP“ (Polypropylen) sowie PAO-Symbol „Verwendung 12 Monate nach Öffnen“

Die Inhaltsstoffe von kosmetischen Mitteln sind innerhalb der Europäischen Union auf den jeweiligen Verpackungen angegeben. Beginnend mit dem Hinweis „Ingredients“ erscheinen die Bestandteile in absteigender Reihenfolge ihrer Konzentration. Rohstoffe mit einem Anteil von weniger als einem Prozent erscheinen am Ende in ungeordneter Reihenfolge. Die Inhaltsstoffe eines Produktes sind nicht nur vollständig aufgelistet, sondern sie folgen dabei einer einheitlichen Nomenklatur (INCI = International Nomenclature Cosmetic Ingredients) und gewähren damit eine hohe Transparenz sowohl für Verbraucher, Behörden, Testinstitute als auch für andere interessierte Kreise. Neben den INCI-Bezeichnungen werden auch die Funktionen der Stoffe angegeben. Insgesamt werden 63 verschiedene Funktionen kosmetischer Inhaltsstoffe beschrieben.
Die in der EU zugelassenen, beschränkten oder verbotenen Inhaltsstoffe sind in der CosIng-Datenbank enthalten.

### Problematische Inhaltsstoffe
Kosmetika enthalten zum Teil Substanzen, die unerwünschte Wirkungen auf den Anwender (z. B. Allergene wie Duftstoffe, Formaldehydabspalter) oder die Umwelt (z. B. Mikroplastik) haben können bzw. deren Wirkungen auf Gesundheit und Umwelt noch nicht ausreichend untersucht sind (z. B. Nanopartikel).

## Werbung
Nach dem Lebensmittel- und Futtermittelgesetzbuch (LFGB) ist es verboten, „kosmetische Mittel unter irreführender Bezeichnung, Angabe oder Aufmachung in den Verkehr zu bringen oder für kosmetische Mittel allgemein oder im Einzelfall mit irreführenden Darstellungen oder sonstigen Aussagen zu werben“. Als irreführend wird bezeichnet, wenn „einem kosmetischen Mittel Wirkungen beigelegt werden, die ihm nach den Erkenntnissen der Wissenschaft nicht zukommen oder die wissenschaftlich nicht hinreichend gesichert sind“ oder „durch die Bezeichnung, Angabe, Aufmachung, Darstellung oder sonstige Aussage fälschlich der Eindruck erweckt wird, dass ein Erfolg mit Sicherheit erwartet werden kann“.
Neben dieser klaren gesetzlichen Vorgabe kontrollieren sich auch die im Wettbewerb stehenden Unternehmen gegenseitig. Firmen, die sich über unzutreffende Werbung etwaige Wettbewerbsvorteile beschaffen wollen, müssen mit der Gegenreaktion ihrer Konkurrenten und den damit häufig verbundenen juristischen Konsequenzen rechnen. Trotz dieser engen Grenzen bedient sich die Kosmetik-Industrie einer reichen Bildersprache, um Konsumenten für ihre Produkte zu gewinnen.
Die meisten Menschen zeigen eine deutliche Neigung, die Sprache für die Abbildung der Wirklichkeit zu halten. Sie schließen von der Existenz eines Wortes auf die Existenz eines entsprechenden Sachverhaltes. Daraus erwächst eine Form der Sprachverführung, die Wort- oder Sprachrealismus genannt wird. Kosmetik-Markennamen enthalten daher häufig mehr oder weniger direkt Hinweise auf Eigenschaften und Verwendungsmöglichkeiten der Produkte.
Wenn Konsumenten einen tatsächlichen Zusammenhang zwischen Namen und Eigenschaft des Produktes annehmen, unterliegen sie dieser Beeinflussungstechnik.
So suggeriert der Begriff Hautatmung die Möglichkeit eines vital nötigen Gasaustausches durch die Poren der Epidermis, doch ist dies eine Sprachverführung durch den Wortrealismus; denn beim Menschen ist der Gasaustausch über die Haut so gering, dass er für die Körperfunktionen keine Bedeutung hat. Wenn beispielsweise Kosmetikartikel mit Ausdrücken wie „Aufbaustoffe“, „Cremebad“, „Schönheitsspülung“ oder „Nährcreme“ versehen werden und der Konsument diese Produktbezeichnungen mit den Produkteigenschaften gleichsetzt, liegt ebenfalls diese Beeinflussungstechnik vor. Objektiv ist es nicht möglich, die Haut von außen oder den Körper oberflächlich zu ernähren. Die Haut wird von innen, das heißt vom arteriellen Blut über den Gewebewasserstrom, mit Nährstoffen versorgt.

## Kosmetik als Beruf

### Kosmetik als Frauendomäne
Der Kosmetikberuf wird im deutschsprachigen Raum fast vollständig von Frauen ausgeübt und ist damit eine klassische Frauendomäne. 2010 lag der Frauenanteil bei Ausbildung und Berufsausübung in den DACH-Ländern zwischen 95 und 100 %. In der Schweiz ist den zuständigen Fachstellen nicht bekannt, dass je ein Mann zur Abschlussprüfung angetreten wäre; die sehr wenigen männlichen Lernenden brachen die Lehre ab.
Als Grund dafür werden tradierte Geschlechterrollen vermutet, sowie der Umstand, dass die Kundschaft auch fast vollständig weiblich ist (in der Schweiz: zu 98 %), und sich vor allem im Intimbereich nicht gerne von Männern behandeln lässt.

### Ausbildung

#### Deutschland
Die Berufsbezeichnung Kosmetiker ist in Deutschland nicht geschützt. Auch in der (dermatologischen) Praxis findet Kosmetik Anwendung.
Die Berufsausbildung auf dem Gebiet der angewandten Kosmetik begann in Deutschland 1912, als der in der Berliner Charité tätige Arzt Richter einen Lehrgang für kosmetisch-medizinische Assistentinnen einrichtete, der zum Beginn des Ersten Weltkriegs eingestellt wurde.
In den 1920er-Jahren bildeten Firmen (Elizabeth Arden, Helena Rubinstein), Friseurinnen und Masseurinnen zu Kosmetikerinnen aus – Elisabeth von Lettow-Vorbeck, Charlotten Daniger und Isa Schreck von Rutkowski boten in ihren Schulen Kurzlehrgänge an.
In den 1930er-Jahren wurde auf Betreiben der „Fachgruppe für Schönheitspfleger beim Reichsstand des Deutschen Handwerks“ 1939 vom zuständigen Ministerium eine Ausbildungs- und Prüfungsordnung erlassen, die wegen des Zweiten Weltkriegs nicht mehr zur Anwendung kam.
In den 1950er-Jahren waren Kurzlehrgänge für Kosmetik, Handpflege und Fußpflege üblich. Mit der Zunahme der für eine Berufsausübung erforderlichen Kenntnisse und Fertigkeiten verlängerte sich in den 1960er-Jahren die Ausbildungszeit auf halbjährige, später einjährige Lehrgänge. Eine rein betriebliche Ausbildung wurde nach wenigen Jahren wegen unzureichender Ergebnisse wieder aufgegeben.
In den 1970er- und 1980er-Jahren wurden in der Mehrzahl der Bundesländer private ein- und zweijährige Berufsfachschulen für Kosmetik staatlich anerkannt, deren Absolventinnen als „staatlich geprüfte“ oder „staatlich anerkannte“ Kosmetikerinnen ihren Beruf ausüben.
Interessenvertretungen waren oder sind unter anderem der 1952 eingetragene Deutscher Fachverband der Kosmetikerinnen e. V., der 1969 eingetragene Berufsverband der Fachkosmetikerinnen Hessens e. V., der 1969 eingetragene Bundesberufsverband der Fachkosmetikerinnen in Deutschland e. V., der 1980 eingetragene Zentralverband deutscher Kosmetikfachschulen e. V. (ZdK) und die 1983 eingetragene Deutsche Gesellschaft zur internationalen Förderung der Kosmetologie e. V.
2002 erließ das Bundeswirtschaftsministerium eine Verordnung über die Berufsausbildung zum Kosmetiker, die neben der vollschulischen Ausbildung das duale System einführte. Diese Verordnung trat am 1. August 2003 in Kraft.
Es gibt heute vier Möglichkeiten, sich zur Kosmetikerin/zum Kosmetiker ausbilden zu lassen:
1. Kosmetikausbildung im dualen System: Diese Schulform existiert seit 2003. Hierbei handelt es sich um eine dreijährige Ausbildung, die sowohl im Betrieb als auch in der Berufsschule absolviert wird. Grundlage ist ein Ausbildungsvertrag mit einem Kosmetikinstitut. Ein bis zwei Tage die Woche findet der Berufsschulunterricht statt und die restliche Zeit wird im Betrieb ausgebildet. Die Ausbildung ist kostenlos und der Auszubildende erhält eine Ausbildungsvergütung. Den Abschluss bildet eine Prüfung vor den Gremien der Handwerkskammer bzw. der Industrie- und Handelskammer.
2. Kosmetikausbildung in Berufsfachschulen in freier Trägerschaft: Die Ausbildung dauert meist zwischen ein und zwei Jahre und ist kostenpflichtig. Auch hier besteht bei einigen Ergänzungsschulen die Möglichkeit, einen staatlich anerkannten Abschluss zu erhalten.
3. Kosmetikausbildung in der Höheren Berufsfachschule für Kosmetik mit Fachhochschulreife: Diese seit ca. zehn Jahren existierende Ausbildung erfolgt an einem staatlichen oder privaten Berufskolleg (nur in MV und NRW). Diese dreijährige, kostenlose Ausbildung findet in vollzeitschulischer Form, (d. h. sowohl die praktische als auch die theoretische Ausbildung) am Berufskolleg statt. Diese Ausbildung führt, nach erfolgreichem Ablegen der Abschlussprüfungen, zu einer Doppelqualifizierung: zum einen als staatlich geprüfter Kosmetiker und zum anderen erlangt man die Fachhochschulreife. Eingangsvoraussetzung ist die Fachoberschulreife (FOR), gg. mit Qualifikation.
4. Studium an der Hochschule für angewandte Wissenschaften (vorher Fachhochschule): Entwicklung und Herstellung von Kosmetika und Waschmittel wird als Bachelorstudiengang Technologie der Kosmetika und Waschmittel[35] (Bachelor of Science) an der Hochschule Ostwestfalen-Lippe angeboten. Ab dem Wintersemester 2014/15 wird an der Hochschule Kaiserslautern der Bachelorstudiengang Chemietechnik, Vertiefungsrichtung Kosmetik angeboten.[36] Studiengänge für Forschung und Lehre verwenden auch die Bezeichnung Kosmetologie[37] oder Kosmetikwissenschaft.[38]

#### Österreich
In Österreich gibt es seit 1996 den Lehrberuf Kosmetiker. Die Lehrzeit beträgt zwei Jahre. Lehrlinge beenden die Ausbildung mit der Lehrabschlussprüfung. Zahlreiche private Institutionen bieten ebenfalls Ausbildungen an, meistens in Form von Kursen. Der Zugang zur selbstständigen Berufsausübung (reglementiertes Gewerbe der Kosmetik) ist gesetzlich geregelt und hängt von der Ausbildung bzw. Berufserfahrung ab.

#### Schweiz
Seit 1971 ist Kosmetikerin oder Kosmetiker ein in der Schweiz anerkannter Beruf. Die Lehre dauert drei Jahre und führt zu einem eidgenössischen Fähigkeitszeugnis (EFZ). Jährlich werden in der Deutschschweiz 70 bis 80 Frauen zu Kosmetikerinnen ausgebildet.

### Berufe in der Kosmetik
Kosmetiker ist ebenso wie Visagist in Deutschland der Klassifikation der Berufe 2010 (KldB 2010 – überarbeitete Fassung 2020) zugeordnet und in die Berufsuntergruppe der Berufe in der Kosmetik eingeteilt.
| 82322 | Beauty-Fachkraft                                              |
| 82322 | Beauty-Stylist/Beauty-Stylistin                               |
| 82322 | Biokosmetiker/Biokosmetikerin                                 |
| 82322 | Biosthetiker/Biosthetikerin                                   |
| 82322 | Fachkosmetiker/Fachkosmetikerin                               |
| 82322 | Farb-, Stil- und Imageberater/Farb-, Stil- und Imageberaterin |
| 82322 | Fingernagelkosmetiker/Fingernagelkosmetikerin                 |
| 82322 | Fingernagelmodellist/Fingernagelmodellistin                   |
| 82322 | Fußpfleger/Fußpflegerin (kosmetisch)                          |
| 82322 | Handpfleger/Handpflegerin                                     |
| 82322 | Kosmetiker/Kosmetikerin                                       |
| 82322 | Make-up-Stylist/Make-up-Stylistin                             |
| 82322 | Nagel-Kosmetiker/Nagel-Kosmetikerin                           |
| 82322 | Nageldesigner/Nageldesignerin                                 |
| 82322 | Nagelmodellist/Nagelmodellistin                               |
| 82322 | Nagelstylist/Nagelstylistin                                   |
| 82322 | Schönheitspfleger/Schönheitspflegerin                         |
| 82322 | Solariumfachberater/Solariumfachberaterin                     |
| 82322 | Visagist/Visagistin                                           |

### Kosmetologe
Kosmetologen unterrichten Körper- und Schönheitspflege an berufsbildenden Schulen.

#### Lehrkräfte für berufsbildende Fächer
Kosmetologe ist in Deutschland der Klassifikation der Berufe 2010 (KldB 2010 – überarbeitete Fassung 2020) zugeordnet und in die Berufsuntergruppe der Lehrkräfte für berufsbildende Fächer eingeteilt.
| 84214 | Kosmetologe/Kosmetologin |